# Jacint Vergès i Gilabert
Jacint Vergès i Gilabert (Reus, 1866-1900) fou un músic català.
Va organitzar i dirigir la banda municipal de Reus, inaugurada el 1892. En aquell mateix any es fundà el cor Eco Republicano, del que en fou director. El 1891 havia organitzat l'orquestra La Reusense. Va ser professor de piano i director de l'orquestra del Teatre Espanyol de Barcelona. Les seves composicions mai van arribar a tenir èxit: l'òpera Colón, amb lletra d'Isidor Frias, havia de ser estrenada al Teatre Espanyol però just el dia de l'estrena es va incendiar el teatre; més tard la va poder estrenar al Teatre Fortuny de Reus, però no va tenir gaire acceptació i no es va programar més. Altres òperes i sarsueles que va compondre tampoc van arribar a quallar i no passaren de la primera representació. No obstant va obtenir alguns premis com a músic. El 1896 va obrir una escola de música a Reus. Va compondre simfonies, himnes (com el d'Andorra, amb lletra de Josep Aladern), cançons, peces d'església i ballables. Col·laborà en la premsa: Eco del Centro de Lectura, La Gent del Llamp, i especialment en Lo Somatent, on publicà una sèrie d'articles sobre les "Músiques populars de les regions d'Espanya".
La ciutat de Reus li ha dedicat un passatge.